# Манзала
Манза́ла — крупное солёное озеро на северо-востоке Египта (самое крупное в Египте), к западу от Порт-Саида и к востоку от Думьята. Площадь около 1360 км². Водными ресурсами озера заведует городской совет города Эль-Манзала. Берега сильно изрезаны и заболочены. Связано каналами со Средиземным морем.
На озере развито рыболовство. Озеро Манзала представляет огромный интерес для орнитологов. Здесь гнездится цапля, обыкновенная колпица, пеликан, фламинго и белый аист.
К западу от озера находится группа газоконденсатных месторождений Западная Манзала.